# 마파 문디

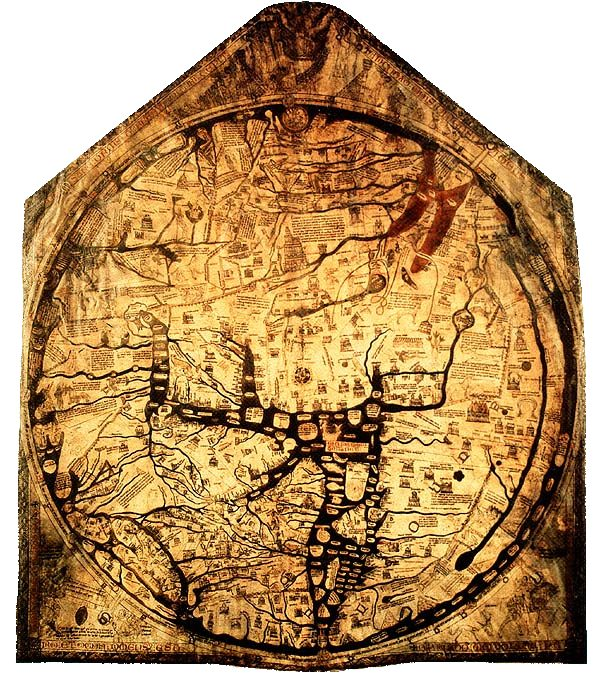
1300년경 영국에서 제작된 헤리퍼드 마파 문디

마파 문디(Mappa mundi, 라틴어로 마파는 천(cloth)을, 문디는 세상을 의미한다)는 중세의 세계지도다. 아마도 가장 잘 알려진 중세 지도일 것인데, 현재 600장 이상 남아있다. 대부분이 책 속에 수록된 형태로 크기가 작지만, 어떤 지도들은 몹시 큰데, 대중들에게 전시할 목적으로 만들어졌을 것으로 추정된다. 지도 제작의 목적은 다양했다. 세속적 통치자들은 지도가 그들의 권력, 특권, 지적 능력에 대한 시각적 증명서가 될 수 있다고 보았다. 반면에 성직자들은 신앙을 가르치는 데 도움을 주는 교구 정도로 여겼다. 지도가 단독으로 존재하도록 의도된 경우 역시 없었다. 대부분의 중세 지도가 글에 삽입되는 형태로 제작되었기 때문에, 마파 문디에는 상세한 주석과 해설이 붙어 있었다.
마파 문디의 대부분은 통상적으로 TO 지도라고 부르는 것의 형식을 따라간다.

## 같이 보기
- 헤리퍼드 마파 문디
- 여기 용들이 있다
- 포르톨라노

## 참고 문헌
- 하우드, 제러미 (2014). 《To the Ends of the Earth》 [지구 끝까지 - 세상을 바꾼 100장의 지도]. 푸른길. ISBN 978-89-6291-246-3.